# Nela Arias-Misson
Pour les articles homonymes, voir Arias et Misson (homonymie).
Nela Arias-Misson, née Manuela Paula Arias García le 8 septembre 1915 à La Havane, Cuba, et morte le 17 juillet 2015 à Miami, aux États-Unis, est une peintre et sculptrice d’origine espagnole.
Au cours de sa vie, Arias-Misson expose ses œuvres dans de nombreux pays et établit des relations avec d'autres artistes influents. Son œuvre représente la somme de ses expériences comme artiste de l'expressionnisme abstrait errant entre Cuba, les États-Unis et l'Europe.

## Biographie

### Enfance et adolescence
Nela Arias-Misson est née sous le nom de Manuela Paula Arias García à La Havane le 8 septembre 1915. Son père, Amadeo Arias Rodríguez, qui meurt pendant l'enfance de sa fille, et sa mère, Sira García Menéndez sont propriétaires d’une grande exploitation agricole de tabac. Originaire d'Asturies, le couple voyage constamment entre Cuba et l'Espagne jusqu'au déclenchement de la Première Guerre mondiale quand il décide de rester à La Havane,.
Arias-Misson a un intérêt précoce pour l'art. Elle commence sa formation artistique dans les années 1930 à La Academia Nacional de Bellas Artes San Alejandro (es). Là, elle entre dans l'atelier du peintre cubain Armando Maribona, qui est l’un de ses proches. Maribona a des connexions avec d’autres artistes contemporains comme Alejo Carpentier et Tsugouharu Foujita. Dans ce milieu Arias-Misson commence à développer son talent d'artiste.

### États-Unis
De 1940 à 1941, Arias-Misson reste avec sa mère à New York pendant six mois pour des raisons médicales. Au retour à Cuba, elle fait la connaissance d’un autre passager présent à bord du navire, Willis Hesser Bird, un dirigeant de la compagnie américaine Sears, Roebuck & Company. Bird est veuf et a une petite fille de six ans, Barbara. Arias-Misson épouse Bird à La Havane deux semaines après leur première rencontre. Le 9 août 1942, Carole Bird, l’enfant issu de leur mariage, nait à Washington D.C.,.
La même année, l'Office of Strategic Services (précurseur de la CIA) recrute Bird pour des missions militaires en Chine, en Inde et en Birmanie. Après le départ de Bird, Arias-Misson et sa famille s'installent à Sarasota en Floride. À la fin de la Deuxième Guerre mondiale, la famille s'établira à New York. Arias-Misson habite avec sa mère, sa grand-mère, sa fille et sa belle fille. Bird désire que sa femme le rejoigne en Thaïlande, où il se sent bien et restera jusqu’à sa mort. Arias-Misson rejette l'idée et le couple divorce en 1949.

## Carrière artistique
Autour de 1940, Arias-Misson décide de reprendre sa formation artistique. Elle étudie l’art et la mode à la Parsons The New School for Design et à la Traphagen School of Fashion. En 1950, Arias-Misson épouse un avocat américain, Sidney Kraft. Le mariage dure sept ans. Pendant cette décennie, Arias-Misson étudie à l'Art Students League of New York sous la tutelle du sculpteur Leo Lentelli. Parmi les étudiants se trouvent plusieurs artistes contemporains comme Lee Krasner, Jackson Pollock, Helen Frankenthaler et Roy Lichtenstein.

### Séjour à Provincetown
De 1957 à 1959, Arias-Misson s'installe à Provincetown, (Massachusetts), afin de pouvoir se rapprocher et étudier avec Hans Hoffmann, un des principaux promoteurs de l’expressionnisme abstrait et ancien enseignant au Art Students League de New York. Elle rejoint une communauté créative composée d’artistes reconnus comme Mark Rothko, Robert Motherwell, Franz Kline et Willem de Kooning. Arias-Misson devient l’amie de Karel Appel, un des fondateurs du mouvement CoBRA, et de Walasse Ting, un artiste et poète originaire de Shanghai. Elle expose ses tableaux au musée Provincetown Art Association and Museum (PAAM) et à la galerie d'art The New Gallery. En 1959, Arias-Misson obtient un prix de la National Association of Women Artists (NAWA). Elle se retirera de l'association car elle veut être reconnue comme artiste et non pas seulement comme une femme artiste,.

### En Europe
De 1961 à 1976, Arias-Misson réside en Espagne, d’abord à Ibiza, puis à Madrid et à Barcelone. Elle expose ses tableaux en Espagne mais aussi dans d'autres pays européens comme le Royaume-Uni, le Danemark, la Belgique, la Suisse, l’Allemagne et l’Italie.
Pendant son séjour en Espagne, Arias-Misson rencontre Joan Miró, qui habite à ce moment à Palma de Majorque, et Josep Llorens i Artigas, son collaborateur. Par l’intermédiaire de son ami Antoni Tapies, elle fait la connaissance des artistes du collectif artistique El Paso. Ils l’invitent à rejoindre le groupe mais Arias-Misson n’accepte pas l’invitation. Elle préfère travailler de manière indépendante.
En 1963, Nela Arias épouse le poète et artiste belge Alain Misson. Ils décident d’apposer leurs noms, pour s’appeler tous les deux: Arias-Misson. Alain Arias-Misson est un des promoteurs de la poésie concrète en Espagne. Il collabore avec d'autres artistes, comme Joan Brossa, Herminio Molero e Ignacio Gómez de Liaño, avec qui Nela Arias-Misson établit elle aussi des relations artistiques.
En 1970, Nela Arias-Misson benéficie d'expositions individuelles à la galerie Galería Céspedes de Córdoba et à la galerie Cult-Art, où d’autres artistes contemporains exposent également. Parmi eux, Manolo Valdés, Equipo Crónica, Luis Eduardo Aute et Juan Antonio Guirado. En 1974, Arias-Misson expose avec son mari à la Galería Senatore à Stuttgart. Les deux collaborent conjointement avec d’autres artistes comme Paul De Vree, Emile Kesteman, Carlfriedrich Clauss et Seiichi Niikuni.
En 1975, Arias-Misson participe à une exposition de poésie et d'art intitulée « Phantomas », au musée communal des beaux-arts d'Ixelles. Enrico Baj, Bram Bogart, Marcel Broodthaers, Jean Dubuffet, Lucio Fontana et Piero Manzoni participent également à cette exposition.

### Retour aux États-Unis
En 1976, Arias-Misson retourne aux États-Unis et choisit la campagne du New Jersey où elle continue à peindre. Pendant les dernières années de sa vie, tout en continuant à créer, Arias-Misson quitte la sphère artistique publique. Elle expose individuellement quelques tableaux à Dallas et à Paris.
En 1993, à la suite d'un accident d'automobile, les nerfs de son bras gauche sont affectés . En 1995, elle retourne à New York et en 2002 rejoint sa fille, Carole à Miami où elle restera jusqu’à sa mort,.

## Postérité
Le 17 juillet 2015, Nela Arias-Misson meurt à Miami, quelques semaines avant de célébrer ses cent ans. Elle est enterrée dans le cimetière Parroquial de Molleda à Avilés dans la principauté des Asturies,.
En 2017, son œuvre est en cours d'analyse et d'étude par la Smithonian, la galerie d’art ConcreteSpace et des étudiants de l'université Stanford et de l'université internationale de Floride.